# 日本女子大学
日本女子大学（日语：日本女子大学／にほんじょしだいがく、英語: Japan Women's University 略称: JWU）是总部位于日本東京都文京区目白台二丁目8番1号的私立大学，创校于1948年。简称为本女（ぽんじょ）、日女（にちじょ），本校毕业生称呼母校为「目白女大（目白のじょしだい）」。
日本女子大学
明治时代的创立日本女子大学校是他的前身。
至今女大在校生仅有女生。
现今女大由于学费高昂，只有中上等家庭才可能送读，女大学生也被认为是名校之花。

## 概述

### 整个大学

#### 日本女子大学校
日本女子大学校诞生于明治时代。当时女子读书无用论盛行，而创始人 成瀬仁蔵 极力反对并身体力行创建此校。东京专门学校(今 早稻田大学)的创始人 大隈重信就任创校委员长、总理大臣 伊藤博文、学习院院长 近衞篤麿、文部大臣西园寺公望、财界人士 涩泽荣一、 岩崎弥之助等等诸多大佬都给予了极大帮助。广冈浅子所工作的 三井財閥 将东京目白 地块捐赠给学校。创校时，共设有家政学部、国文学部、英文学部三个学部和附属的高等女校（即附属高中）。

#### 函授教育
函授教育一开始是为了让男性学员得以修课，并且男生仅允许修习函授课程，不得进入校园。函授学科也是少有的允许修习中学等级的家庭科、保健科文凭的方式。在近畿大学丰冈短校 和 近畿大学九州短期大学 结束中学级别授课后，现在女大已经成为日本唯一的函授家庭科学的学校。然而，如果课程包含教学实习或护理，该课程仅限女大毕业生修读。因此，因此相比国语、英文、音乐，家庭科的函授毕业生极少。女大的函授课程与放送大学（广播大学）互认学分 。

#### 其他的
校园中穿牛仔裤 会被认为是周围工地混入的工人。因为女大认为牛仔裤是"穷人的衣服"、"反叛秩序"。
附属中学和高中在夏休期间会在大学的所有的轻井泽的三泉寮宿舍进行住宿交流研讨会增加互动联系。

### 大学理念
"妇女的教育"和"妇女作为人的教育"，即"妇女对妇女的教育"，"妇女的公共教育，作为"三方式从妇女的教育政策，所述的创业精神。
教育特点的精神的大学，基于"性质的教育"和"社会性格"培训和后教育的任务说明指出作为"的信念，即彻底","自发的创造"，"共同服务"，以其理想中可以看出。"相信一个彻底的"男子的路径的理念，"自发的创造"的个人的创造力和自主权，以培养的独特原则上，"共同服务"和其他共处与社会原则。("我的大学"，日本女性的大学，更多的报价)

## 历史

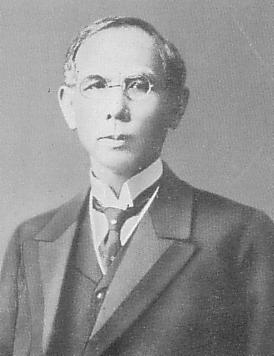
创立主要 成瀬仁蔵 (在任1901~1919年)

- 在1896 (明治 29岁)-成瀬仁蔵出版了"论妇女的教育"介绍了"日本女性大学建立之精神"。
- 在1897 (明治了30年)的创始委员会会议。大隈重信任创始主席。
- 在1900 (明治33岁)-三井家将目白附近的五百四十英亩的捐作女大用地。
- 在1901年 (明治34) 4月20 -妇女教育大师成瀬仁蔵 以"妇女的公民教育"口号正式建立日本女子大学 [2]。
- 在1904 (明治36岁)- 专门学校法令 通过、女大以专门学校身份注册 [3].
- 在1948年 (昭和 23岁)- 改革教育 、新制大学 风潮之中，女大成立了家政学部、文学部。
- 1949年 (昭和24岁)-日本女子大学正式设立远程教育部门。
- 在1990年 (平成2年)-在西生田园区建立了人类社会学院。
- 在1992年 (平成4年)理学院成立。
- 在2001年 (平成13年)- 学习院大学・学习院女大学・立教大学・早稻田大学 五校开始交换生项目。
- 2021年 4月西生田园区的人类学部确定废止、西生田园区将停止运作。

## 教育和研究

### 大學部
- 家政部
  - 儿童部
  - 新闻部的食物
    - 食品科学
    - 注册营养师专业的学生

  - 住房部门
    - 生活环境设计课程
    - 建筑设计的重大

  - 服装部门
  - 家庭经济部门的经济学
- 家庭经济部门(函授课程)
  - 儿童部
  - 新闻部的食物
  - 生活艺术部
- 艺术学院
  - 新闻部的日本文学的
  - 新闻部的英语
  - 部历史
- 人类社会学系
  - 现代社会事务部
  - 社会福利部
  - 教育部
  - 心理学系
  - 文化部门
- 科学院
  - 数物科学部
  - 物质的生物学系

### 研究院
- 家政部
  - 儿童学(硕士)
  - 食物、营养学(硕士)
  - 住居研究(硕士)
  - 衣服学(硕士)
  - 生活经济学(硕士)
  - 函授课程：家政学专攻(硕士)

- 研究生学校的
  - 日本文学的重大(博士课程的前一年后)
  - 英语文学的重大(博士课程的前一年后)
  - 历史专业的学生(博士学/II)

- 研究生学校的人类生命科学
  - 人类发展课程(博士课程)
  - 生活环境的研究(博士课程)

- 研究生学校的人类科学设计
  - 社会福利研究(博士课程的前一年后)
  - 教育专业的学生(博士学/II)
  - 现代社会的研究(博士学位的前一年后)
  - 心理学上的主要(博士课程的前一年后)
  - 相关文化研究(博士课程的前一年后)

- 研究生学院的科学
  - 数学・物理特性的结构的科学(博士学位/II)
  - 材料和生物功能的科学学院，研究学校的科学(博士课程的前一年后)

### 附属学校
- 日本女性的大学附属豊明幼儿园
- 日本女性的大学附属豊明小学
- 日本女性的大学附属中学・高中

## 设施

### 目白校园
東京都文京区目白台2丁目8-1
- 学部： 家庭经济部门, 师母, 科学院
- 研究生院： 学院的家庭经济学，研究生学院, 研究生学校的母, Graduate School of Science, 毕业学校的人类生命科学
- 附属学校： 日本女性的大学附属豊明幼儿园, 日本女性的大学附属豊明小学
- 占地面积：52,865 m 2 [4]
- 建筑面积：71,536m 2
- 最近的车站：
  - JR山手线目白站15分钟的步行路程
  - 东京地铁副都心线杂司谷站8分钟
  - 商务中心站、东京地铁乐町线路10分钟路程 [5]

### 西生田校园
神奈川县 川崎市 多摩区西生田 1-丁目-1(在2021年 将废止)
- 部门： 人类学院
- 研究生学校： 人类学研究
- 附属学校： 日本女性的大学附属中学・高中
- 建筑面积：52,086m 2
- 最近的车站：
  - 小田急行线 读卖新闻站 15分钟的步行路程
  - 小田急线路山上游乐园站巴士
  - JR南武线"稲田堤站"
  - Keio线"京王稲田堤"巴士站

## 学生生活

### 节日
- 目白校园
目白的节日叫，从1954年来已经举行。
- 西生田校园
妇女节(一)作为自1991年已经举行。

### 校园奖学金

#### 大學部
贷款的类型
- 日本女性的大学奖学金

福利类型
- 樱桃枫协会的新生奖学金(新生中只有)
- 日本女性的大学学习成绩优秀研究奖
- 森村豊明社会奖
- 日本妇女大学、樱桃枫奖学金
- 喷泉奖(认证的圆目标)
- 喷泉裁(个别目标)

新闻部的部门(效益型)。
- 日本女性的大学FN奖-粮食部门的4个年度的函授课部门的食物
- 日本女性的大学住宅部门的居住地，新闻部的4年
- 日本妇女大学、服装部门奖服装部4年
- Ujiie壽子纪念奖学金-家庭经济学院经济学4年
- 久松潜一纪念奖学金的部门的日本文学4年
- 狭纪念奖学金的部门的日本文学的3年
- 日本女性的大学日本文学奖获得者(学术奖获奖优秀奖)部门的日本文学4年
- Shimada奖新闻部的英语4年
- 菲利普*获奖新闻部的英语的3-4年
- 松本武子奖学金-社会福利部门4年
- 她纪念奖学-科学院
- 川上酸纪念奖学金材料的科学和生物技术的4年
- 日本女性的大学科学院奖学金-教科

#### 毕业生
贷款的类型
- 日本妇女大学毕业生的奖学金

福利类型
- 成瀬仁蔵教师纪念奖
- 日本女性的大学学习成绩优秀研究奖
- 森村豊明社会奖
- 日本女性的大学奖学金的活动

新闻部的部门(效益型)。
- 日本妇女大学、服装部门奖服装的研究2年
- 中岛、茶胶奖学金-日本文学的专业
- 上村悦子奖学金-日本文学的专业
- 日本女性的大学日本文学奖获得者(学术奖获奖优秀奖)-日本文学的专业
- 特尔诺沃的奖获英国文学博士学位的年年
- 茅野蕭々・雅子纪念奖学金的研究生学校的
- 松本武子奖学金-社会科学

#### 其他的
- 大学在这一年期间，约60万日元(学院通过不同)的成本，应 [6].

## 大学官员名单
- 日本女性的大学人员名单

## 相关的项目
- 妇女的教育
- 成瀬仁蔵 创始人・主要创始人
- 生命的麻子Hirooka
- 繁信Okuma -日本妇女大学成立委员会
- 荣一涩泽 -第三代成为主要的
- 它 -成瀬仁蔵的顾客。"在日本妇女大学"成立，当时建立的创始人、创始委员会的成员。
- 中川小十郎 -日本妇女大学的创始成秘书长的部分时间
- 市忠二郎 -成瀬仁蔵的朋友同时， 妇女教育 的大师。大坂县清水谷高女童的学校 的第一任总统，而是一个创立成濑从属于高女童的学校作为主要提案国，并将就职典礼之前 [7].
- 大坂县清水谷高学校
- 来 - 2015年 度下半年的广播 节目"电视系列新颖"的93系列作品中的女主角・shiraoka是模型的 寿命麻子Hirooka

## 脚注
1. ↑   (PDF).   [2019-09-15]. （原始内容存档 (PDF)于2016-03-04）.
2. ↑  名称に「大学」を用いていたが、大学令による旧制大学ではなく、専門学校令による旧制女子専門学校であった。
3. ↑  .   [2019-09-15]. （原始内容存档于2007-05-14）.
4. 1 2  “日本女子大学／目白キャンパス（東京都文京区）再整備／妹島和世氏がデザイン”. 日刊建設工業新聞 (日刊建設工業新聞社). (2014年11月11日)
5. ↑  .   [2019-09-15]. （原始内容存档于2019-10-23）.
6. ↑  大学休むのに６６万円…？　値下げ訴えた女性ブログ話題 （页面存档备份，存于） 朝日新聞 2017年1月5日
7. ↑  日本女子大学校はもともと、大阪市東区清水谷東之町（現天王寺区清水谷町）に建設される予定だった。